# Sannaplan

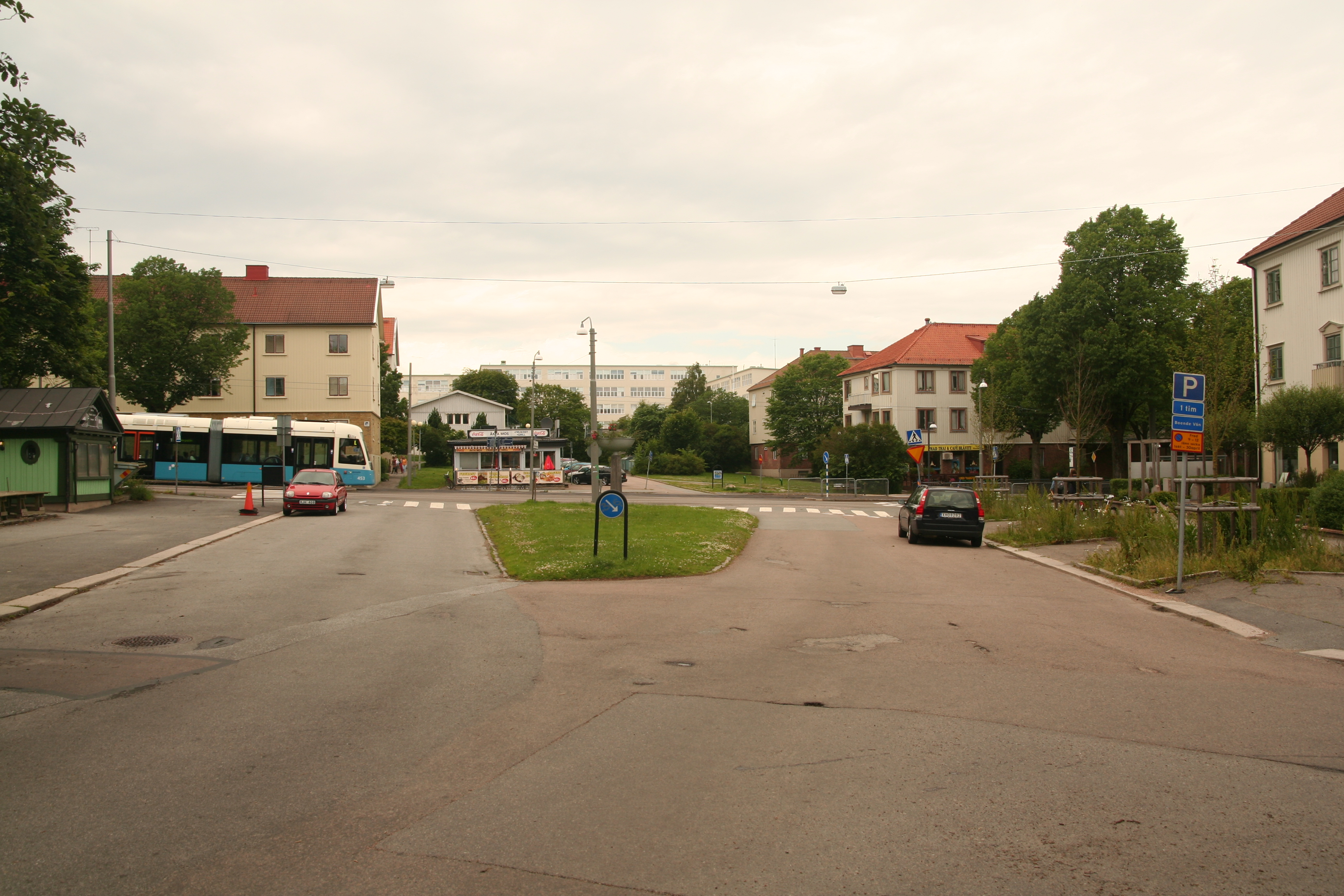
Sannaplan.

Sannaplan är en cirka 120 meter öppen plats och en gata i stadsdelen Kungsladugård i Göteborg. Platsen fick sitt namn 1918 efter Sandarna, även Sanna med grundbetydelsen sandmark, sandslätt. Ursprungligen var platsen begränsad i en triangel av främst Mariagatan och Fridhemsgatan. Nu sträcker sig Sannaplan mellan Bankebergsgatan i nordväst och Fridhemsgatan i sydost. Sannaplan är numrerad från 1 till 8.  
Öster om platsen ligger kvarteret 27 Kabblekan och på andra sidan Mariagatan, väster därom ligger kvarteret 20 Duvkullan. Kvarteret 19 Majvivan ligger direkt nordost om.   
I övergången mellan stadsdelarna vid Sannaplan byggdes friliggande landshövdingehus i rader utan gårdar, de var de sista landshövdingehusen som byggdes innan den funktionalistiska stilen kom att dominera. 
Vid Sannaplans sydöstra del ligger infarten till Västra kyrkogården. Kioskerna vid infarten uppfördes på 1920-talet.
Så sent som 1901 fanns endast spridd torpbebyggelse i området för Sannaplan.

## Kvarteret 19 Majvivan
Gatorna kring kvarteret är: Kennedygatan—Mariagatan—Sannaplan och Bankebergsgatan. I den ursprungliga stadsplanen från 1916, skapad av stadsarkitekten Albert Lilienberg, planerades här ett slutet storgårdskvarter. Kvarteret uppfördes dock först i mitten av 1930-talet, då funktionalismen vunnit gehör och planen modifierades därefter. Att "bygga för gemenskap" och "skapa gatans konst", blev istället tankar om ljus och luft - både i och mellan husen. Kvarteret består av en öppen gård i mitten, omgiven av två lamellhuslängor med valmade sadeltak. Övervåningarna har locklistpanel och bottenvåningarna är i rött tegel. Klassicistiska drag som burspråk och balkonger präglar huset mot Mariagatan. Rent funktionalistiskt är däremot huset längs Bankebergsgatan. 
- Huset med fastighetsbeteckning 19:7 ritades av Birger Johansson 1935
- Huset med fastighetsbeteckning 19:8 ritades av Ernst Jämfelt 1934
- Huset med fastighetsbeteckning 19:9 ritades av Birger Johansson 1935

## Kvarteret 20 Duvkullan
Gatorna kring kvarteret är: Sannaplan—Mariagatan—Jordhyttegatan och Bankebergsgatan. Två lamellhuslängor utgör kvarteret, som har en öppen gård mellan sig med gräsmattor och träd samt en lekplats. Mot Mariagatan har huset ett sadeltak och en bottenvåning av gult tegel. Locklistpanel klär övervåningen. En genomgripande ombyggnad har genomförts. Mot Bankebergsgatan har huset en locklistpanel, neddragen över bottenvåningen. Även detta huset har sadeltak. Efter en antikvarisk förprojektering av Göteborgs historiska museum, genomfördes en ombyggnad 1992. 
- Huset med fastighetsbeteckning 20:15 (11) ritades av David Gip 1934
- Huset med fastighetsbeteckning 20:15 (12) ritades av David Gip 1934
- Huset med fastighetsbeteckning 20:14 ritades av Nemst Hansson 1935

## Kvarteret 27 Kabbelekan
Gatorna kring kvarteret är: Kennedygatan—Fridhemsgatan—Sannaplan och Mariagatan. Kvarteret är enhetligt, och består av sex 20-talsklassicistiska hus med sadeltak och putsade bottenvåningar samt övervåningar med locklistpanel. Det mellersta husets mittparti - mot Mariagatan - är kraftigt markerat med tre frontespiser som kröns av spiror. Bandrusticerade portomfattningar och pilastrar i andra och tredje våningen, markerar portgångarna mot Kennedygatan och Sannaplan samt takkupor med lunettformade fönster krönta av spiror. I mitten av den gemensamma gården finns en stor gräsmatta, träd, buskar, en lekplats samt sittplatser. För att bostäderna skulle uppfylla "lägsta godtagbara standard" genomfördes på 1960-talet den första ombyggnaden av kvarteret, då bland annat köken moderniserades. En större ombyggnad har även senare genomförts. 
- De sex husen med fastighetsbeteckningen 27:7 (1-6) ritades av Allan Berglund 1924

## Kommunikationer
Den 12 oktober 1996 fick elva personer föras till sjukhus efter en spårvagnsolycka, då en 70 år gammal rundtursvagn skenade i Sannabacken och körde in i en stillastående spårvagn vid Sannaplan. Backen är ökänd bland spårvagnsförarna, då det ofta blir halt när höstlöven lägger sig i spåren.